# Jakušovce
Jakušovce jsou obec na Slovensku v okrese Stropkov ležící v údolí Ondavské vrchoviny. Žije zde 40 obyvatel. První zmínka o obci je z roku 1454.

## Poloha
Obec se nachází v Nízkých Beskydech, v povodí Ondavy. Střed obce leží v nadmořské výšce 291 m n. m. a je vzdálen 14 km od Stropkova (po silnici).
Sousedními obcemi jsou Kolbovce na západě, severozápadě a severu, Závada na severovýchodě, Ruská Poruba na východě a jihovýchodě, Prituľany na jihu a Krišľovce s Brusnicí na jihozápadě.

## Historie
Jakušovce byly založeny podle německého práva a poprvé písemně zmíněny v roce 1454 jako Jakoswagasa, další historické názvy jsou Jackussowcze (1773) a Jakussowce (1808). Obec patřila k panství Stropkov, od 16. století ji vlastnili Dessewffyové, v 19. století pak Keglevičové.
V roce 1715 zde bylo šest opuštěných a jedna obydlená domácnost. V roce 1787 měla obec 14 domů a 95 obyvatel, v roce 1828 zde bylo 20 domů a 154 obyvatel pracujících jako povozníci a lesní dělníci.
Do roku 1918 patřila obec, která ležela v okrese Semplín, k Uherskému království a poté k Československu (dnes Slovensko). Za první Československé republiky byli obyvatelé zaměstnáni jako zemědělci a lesní dělníci. Během druhé světové války obec podporovala partyzány v oblasti, po níž ji v roce 1944 zapálila nacistická německá vojska. Po druhé světové válce část obyvatel dojížděla za prací do průmyslových podniků ve Stropkově a Košicích, zatímco zemědělci byli organizováni soukromě.

## Obyvatelstvo
Podle sčítání lidu z roku 2011 žilo v Jakušovcích 47 obyvatel, z toho 25 Slováků, 19 Rusínů, 1 Čech a 1 Ukrajinec. Jeden obyvatel neuvedl svou národnost.
29 obyvatel se hlásilo k pravoslavné církvi, 13 obyvatel k řeckokatolické církvi a 3 obyvatelé k římskokatolické církvi. Jeden obyvatel byl bez vyznání a u jednoho obyvatele nebylo vyznání určeno.

## Památky
- Pravoslavný chrám ochrany Svaté Bohorodičky.[3]
- Řeckokatolický chrám ochrany Svaté Bohorodičky z roku 1790. Národní kulturní památka Slovenska.[4]